# Nuclear Death
A Nuclear Death amerikai death metal/grindcore együttes volt 1986-tól 2000-ig. Egyikük voltak azon korai extrém metal együtteseknek, amelyek női énekessel rendelkeztek.
Zenéjüket a Repulsion-hoz és a Scum-korszakbeli Napalm Death-hez hasonlították.

## Története
1986-ban alakultak az arizonai Phoenix-ben. Alapító tagjai Lori Bravo (ének, gitár), Phil Hampson (gitár) és Joel Whitfield (dob) voltak. Középiskolás korukban ismerték meg egymást. Zenei hatásaiknak a Venomot, a The Plasmatics-ot, a Witchfinder Generalt és a Discharge-ot tették meg. Első demójuk megalakulásuk évében jelent meg. Abban az időben különlegesnek számítottak, mivel nagyon kevés death metal együttesnek volt női énekese. Második demójuk 1987-ben jelent meg.
Első lemezük 1990-ben jelent meg. Második, 1991-es lemezük botrányosnak számított, témái miatt.
2000-ben feloszlottak.
Első nagylemezük a kilencvenedik helyre került a Decibel magazin Hírességek Csarnokában.

## Tagok
- Lori Bravo - ének, basszusgitár, gitár (1986-2000)

Past members
- Joel Whitefield - dob (1986-1990)
- Phil Hampson - gitár (1986-1992)
- Steve Cowan - dob, billentyűk (1990-1996)

## Diszkográfia
- 1988 - Caveat (kazetta)
- 1990 - Bride of Insect (nagylemez)
- 1991 - Carrion for Worm (nagylemez)
- 1992 - For Our Dead (EP)
- 1992 - All Creatures Great and Eaten (kazetta)
- 1996 - The Planet Cachexial (nagylemez)
- 2000 - Harmony Drinks of Me (nagylemez)